# 泛美航空812號班機空難
泛美航空812號班機是一班由香港前往澳洲悉尼，中停印尼丹帕沙的定期航班。1974年4月22日，一架波音707-321B客機執行此次航班，卻墜毀於丹帕沙西北方約68公里外的山區中，全機107人罹難。

## 經過
當天晚上，機身編號N446PA，命名為頂峰飛剪號(顶峰快帆)(Clipper Climax)的波音707-321B型泛美812號班機，從香港飛至丹帕沙。在與塔台取得聯繫後，飛機準備降落09跑道。可是，當地時間晚上10時26分，飛機不但沒有抵達機場，反而在航空交通管制的雷達屏幕上消失。後來，救援隊於機場西北方68公里附近的山區發現了飛機殘骸，機上當時已無人生還。

## 乘员
| 国籍       | 乘客 | 机组 | 合计 |
| ---------- | ---- | ---- | ---- |
| 美国       | 17   | 9    | 26   |
| 瑞典       | 0    | 1    | 1    |
| 丹麦       | 0    | 1    | 1    |
| 日本       | 29   | 0    | 29   |
| 印度尼西亞 | 18   | 0    | 18   |
|            | 16   | 0    | 16   |
| 西德       | 4    | 0    | 4    |
| 加拿大     | 3    | 0    | 3    |
| 印度       | 6    | 0    | 6    |
| 菲律賓     | 2    | 0    | 2    |
| 中華民國   | 1    | 0    | 1    |
| 合计       | 96   | 11   | 107  |

## 主因
調查人員在檢查過飛機殘骸及聆聽過黑盒通話記錄後，得知當時飛機上兩個無線電導航中的其中一個可能發生故障。可是，空難主因肇於機員失誤，因他們接收到飛機其中一個故障無線電導航的指示向右急速轉向263度，機員即倉促地執行指令。可是他們並沒有檢查另一個導航器的指令，當時該導航器依然維持著穩定的狀態。

## 外部連結
- Aviation Safety Network對事件的報告 （页面存档备份，存于）
- AirDisaster.Com的事故報告 （页面存档备份，存于）
- （英文） "Pan American World Airways, Boeing 707-321C, accident at Tinga-Tinga, Bali, Indonesia, on 22 April 1974.." (1975年的官方報告) () 20 March 1975 - released by the Ministry of Transport, Communications and Tourism, Indonesia. - Alternate link
- （英文） "107 Feared Dead in Bali Air Crash （页面存档备份，存于）." Toledo Blade. Tuesday April 23, 1974. Page 1. Google News (18 of 37).
- [] April 24, 1974, The Age
- （英文） "Jetliner crash on Bali claims 107 aboard （页面存档备份，存于）." The Bryan Times. Tuesday April 23, 1974. Volume 26, No. 96. Page 1. Google News (1 of 9).